# Sobriquet
Un sobriquet est un surnom familier donné par dérision, moquerie ou même affectueusement et qui peut être fondé sur quelque défaut de corps ou d’esprit, ou sur quelque singularité.
Il doit être distingué du surnom hypocoristique affectueux ou familier, forme abrégée ou diminutive d'un nom individuel (Jacquot...) généralement créée par l'entourage immédiat avant d'être adoptée publiquement.
Les sobriquets peuvent parfois se substituer aux gentilés peu ou moins connus.